# Metepeira pimungan
Metepeira pimungan là một loài nhện trong họ Araneidae.
Loài này thuộc chi Metepeira. Metepeira pimungan được miêu tả năm 2001 bởi Piel.